# Haligonowa
Haligonowa – polana w Paśmie Radziejowej w Beskidzie Sądeckim. Znajduje się w środkowej części doliny potoku Sopotnickiego, administracyjnie w granicach miasta Szczawnicy w województwie małopolskim, w powiecie nowotarskim.
Haligonowa znajduje się na płaskim rozszerzeniu dna doliny, po prawej stronie koryta potoku Sopotnickiego, na średniej wysokości około 610 m n.p.m. Od drogi biegnącej po lewej stronie koryta potoku prowadzi do niej przejście przez kładkę i gruntowa droga brodem przez potok. Polana jest własnością prywatną i jest na niej dom letniskowy. Dawniej w Beskidzie Sądeckim było wiele polan, jednak po II wojnie światowej te na terenach dawnej własności Adama Stadnickiego i przejętych przez państwo, zostały zalesione, gdyż Lasy Państwowe uważały je za nieużytek. Polany będące drobną własnością okolicznych mieszkańców z czasem przestano użytkować ze względu na nieopłacalność ekonomiczną, niektóre z nich zalesiono, inne samorzutnie zarastają lasem. Ostały się szczególnie te, na których wybudowano domy letniskowe i wykorzystywane są jako teren rekreacyjny.

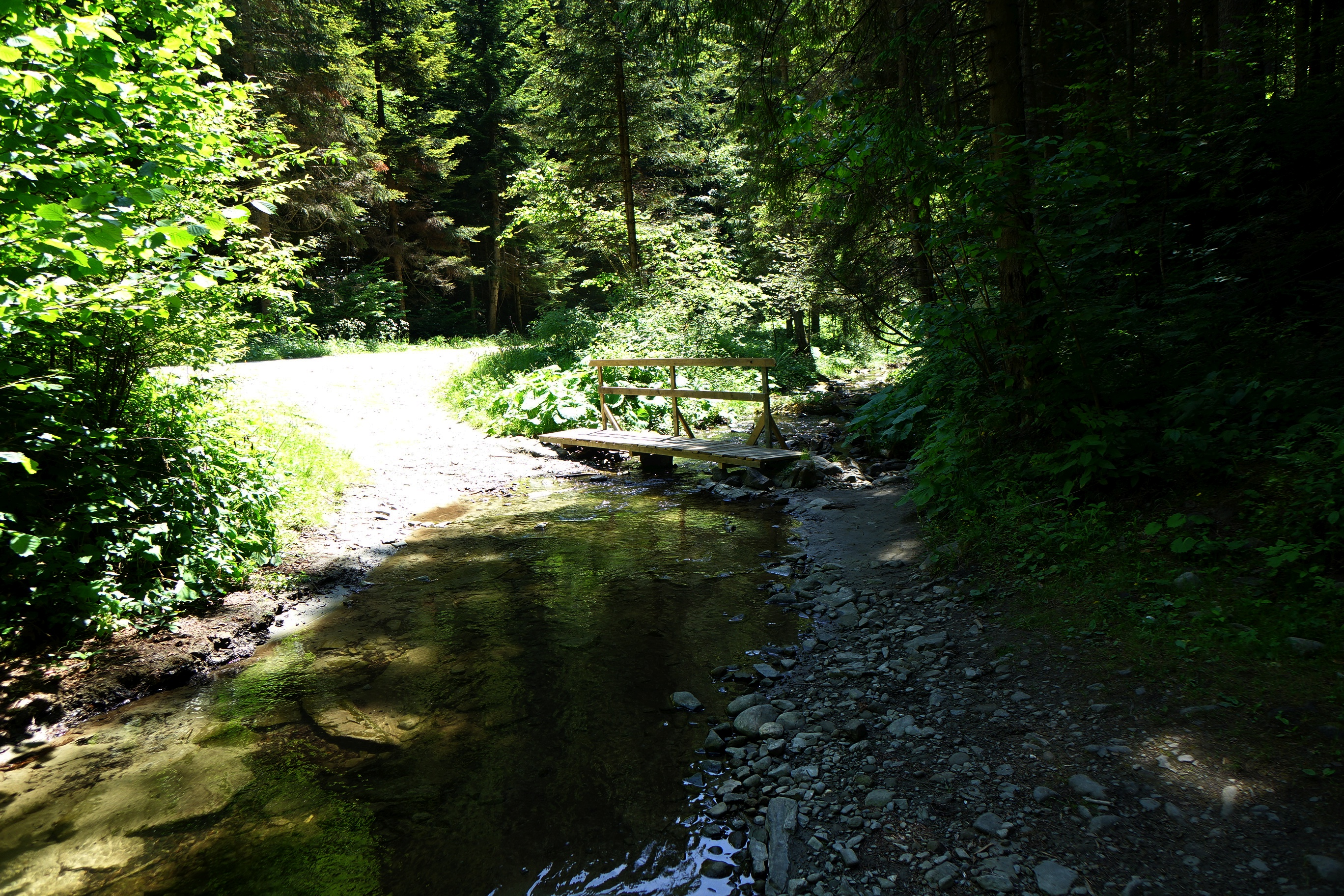
Przejście do Haligonowej na potoku Sopotnickim